# The Torch
The Torch, ook bekend als Marina Torch en Dubai Torch, is een wolkenkrabber in  Dubai, Verenigde Arabische Emiraten. Het gebouw is 345 meter hoog en telt 80 verdiepingen. De bouw begon in 2005 en werd voltooid in 2011.
Op 20 februari 2015 brak er brand uit vanaf de 51e verdieping. Er werden geen slachtoffers gemeld.
In de nacht van donderdag 3 augustus op vrijdag 4 augustus 2017 brak er eveneens brand uit.

## Ontwerp
Het gebouw heeft een oppervlakte van 111.832 vierkante meter en bevat in totaal 504 woningen. Het heeft 3 verdiepingen onder de grond en een podium van 4 verdiepingen. Deze verdiepingen zullen als parkeergarage gebruikt worden en plek bieden aan 536 voertuigen. De 8 liften, die het door Khatib & Alami ontworpen gebouw bevat, hebben een topsnelheid van 6 m/s.

## Galerij

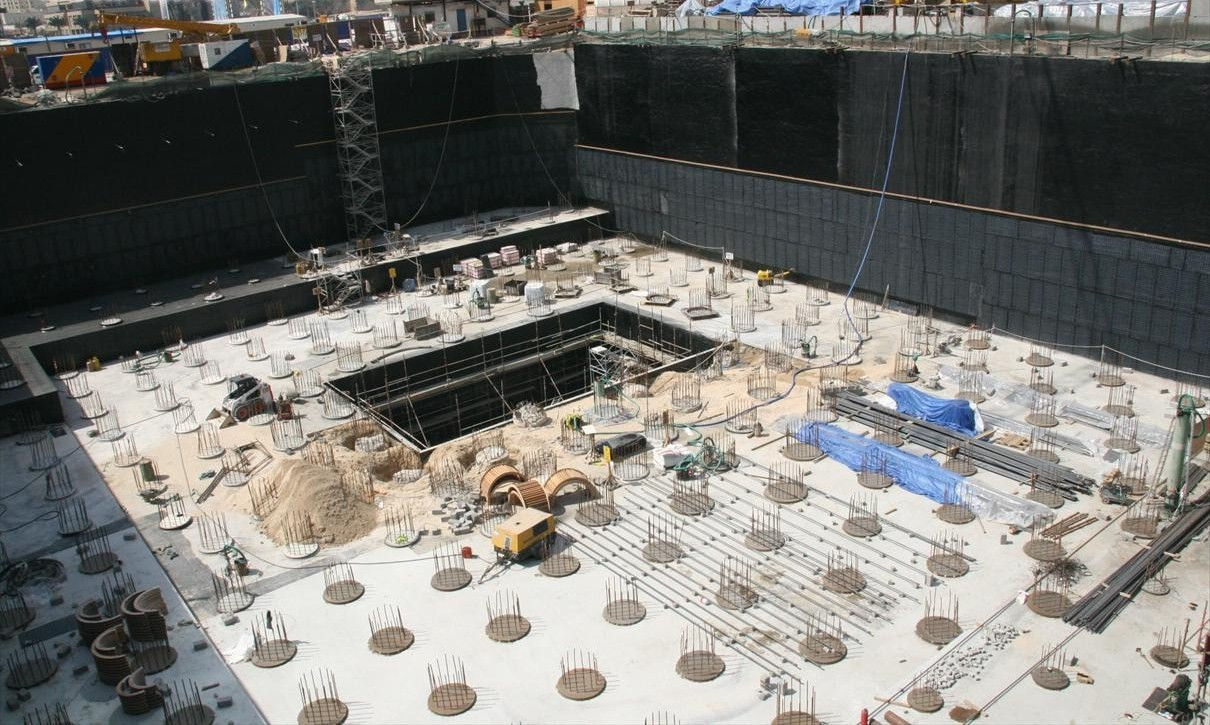
The Torch op 23 februari 2007
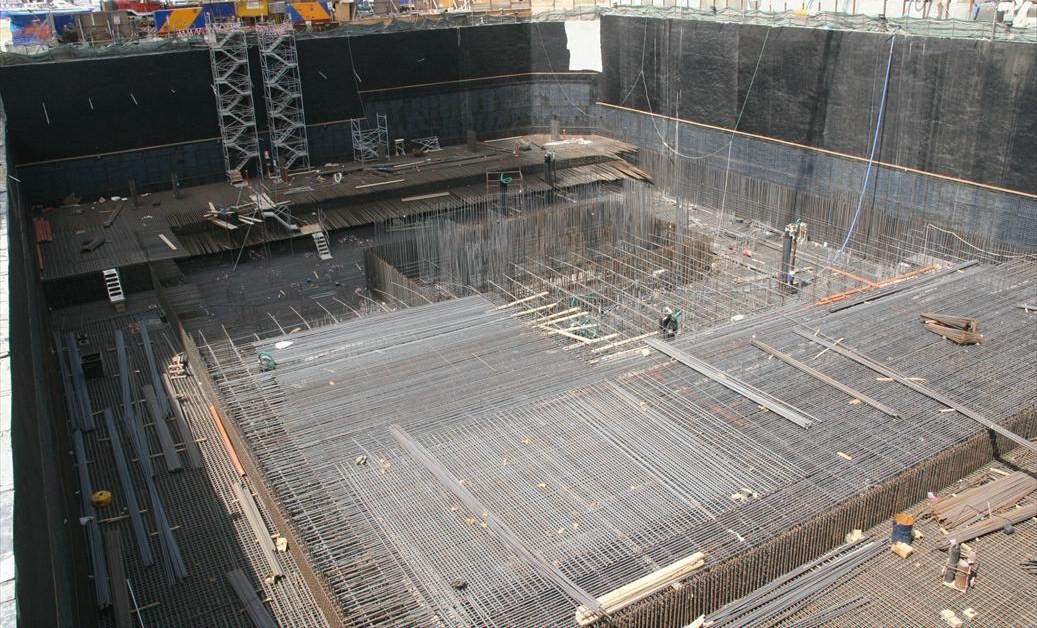
The Torch op 13 april 2007
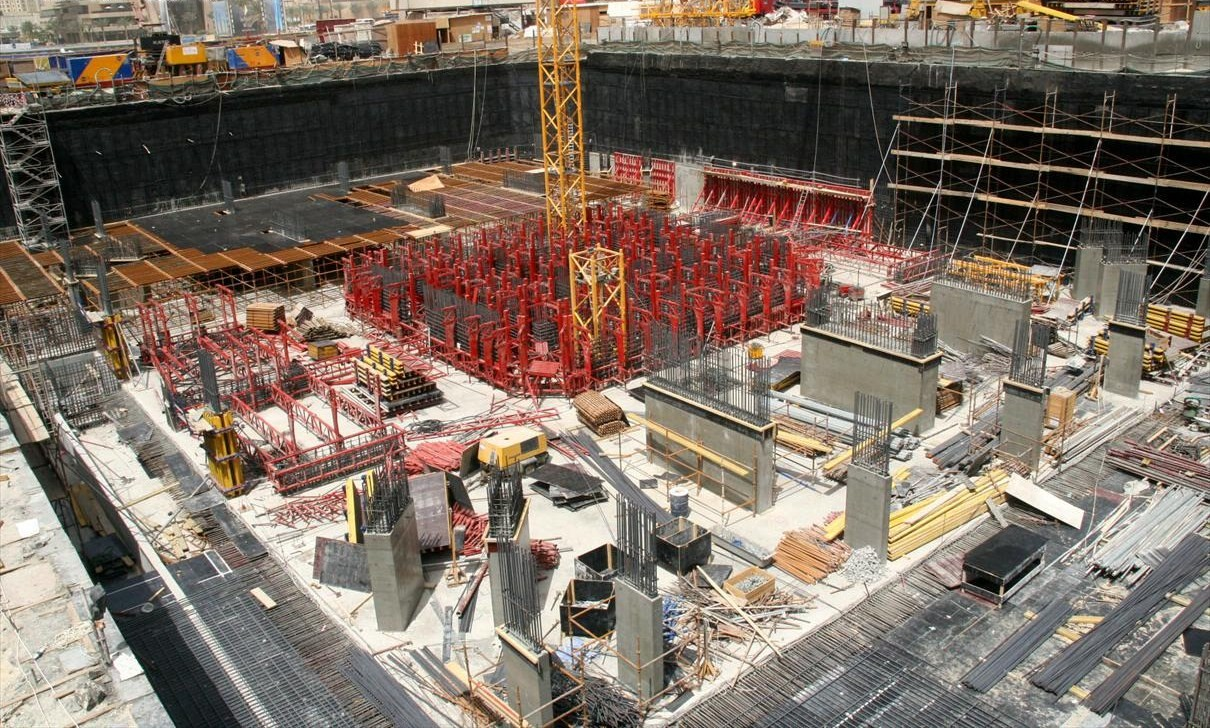
The Torch op 18 mei 2007